# ترگیل ارغوانی
ترگیل ارغوانی (نام علمی: Garcinia prainiana) نام یک گونه از سرده گارسینیا است.